# Lógica do terceiro incluído
A lógica do terceiro incluído (ou lógica do terceiro termo incluído)  se contrapõe e complementa a lógica clássica, restringindo o campo de validade da Lei do Terceiro Excluído, sem anulá-la.

## Metodologia Transdisciplinar
Um dos principais impactos culturais da revolução quântica foi o questionamento do dogma filosófico contemporâneo da existência de um único nível de Realidade. A revolução quântica desempenhou um papel importante no nascimento de uma nova abordagem, ao mesmo tempo científica, cultural, social e espiritual, a Transdisciplinaridade. 
A Metodologia Transdisciplinar foi formulada pelo físico teórico Basarab Nicolescu em 1999. Partindo da área Física, fundamentada na lógica quântica, Nicolescu considerou os conceitos da teoria da Complexidade, e formulou a lógica do terceiro incluído. A Transdiciplinaridade é sustentada por três pilares:
1. Diferentes Níveis de Realidade
2. Lógica do Terceiro Termo Incluído
3. Complexidade

  Os três pilares da metodologia transdisciplinar estão mutuamente relacionados, sendo o foco fundamental recaído na lógica do terceiro termo incluído, a qual funciona como uma espécie de ferramenta conceitual que busca explicar a multiplicidade de interações que são difíceis de serem compreendidas segundo a lógica clássica. Isso, contudo, só é possível quando são introduzidos diferentes níveis de realidade e percepção. 
  A lógica clássica aristotélica justificou a exclusão de um terceiro termo, de algo que é diferente. De certo modo, deu abertura a filosofias fundamentalistas, racistas e cientificistas, separando, inclusive, o "bem" do "mal" (Maniqueísmo).
Segundo Nicolescu, a transdisciplinaridade "transcende" as disciplinas do conhecimento humano, ou seja, ela está "entre", "através" e "além" delas. Sendo assim, a noção de transdisciplinaridade permite, ao transgredir as fronteiras epistemológicas de cada ciência disciplinar, construir um conhecimento que se dá "através" das ciências e que está integrado em função da humanidade, resgatando as relações de interdependência.    

## Conflito de Lógicas

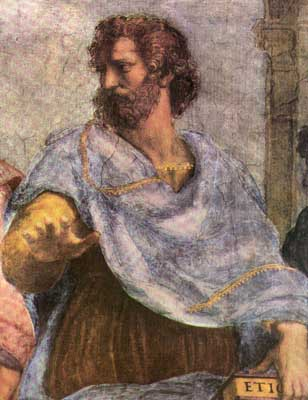
Representação artística de Aristóteles, pai da Lógica Clássica.

A lógica clássica é binária, ou seja, ela é constituída a partir de apenas dois valores de verdade: verdadeiro ou falso. Tal lógica, elaborada inicialmente por Aristóteles, é intuitiva, uma vez que ela está em conformação ao raciocínio humano. 
A lógica clássica está baseada na Lei do Terceiro Excluído, onde temos o seguinte raciocínio lógico: "ou A é A ou não é não-A e não há uma terceira possibilidade T". Dessa forma, dentro da lógica da Lei do Terceiro Excluído, não existe um terceiro estado no
qual A possa ser A e não-A ao mesmo tempo, ou seja, não existe um estado e dualidade T para A.
Sendo assim, a lógica clássica é considerada como “a lógica da realidade”, pois ela está fundamentada na própria estrutura da realidade, ou seja, ela, naturalmente, faz parte do raciocínio humano. Isso a tornou amplamente dominante na pesquisa e no ensino, criando a necessidade de um conhecimento construído na objetividade plena e na não contradição.
No entanto, as descobertas da Física Quântica no início do século XX, revelaram que os fenômenos que ocorrem em dimensões atômicas não correspondem à lógica clássica, uma vez que em dimensões microscópicas, estados opostos se complementam, podendo existir estados onde ocorrem dualidades. 
O Princípio de Superposição Quântica está presente no centro de todos os desenvolvimentos atuais da Mecânica Quântica. Tal princípio é o responsável pela existência de paradoxos quânticos, os quais são consequência da grande dificuldade de compreensão dos fenômenos quânticos, uma vez que estes não podem ser vistos por meio do realismo clássico, onde a Lei do Terceiro Excluído funciona de forma lógica.
A Física Quântica forneceu, portanto, elementos para a formulação desta nova ferramenta conceitual que é a lógica do Terceiro Incluído.

### Lógica Clássica
A lógica clássica está baseada em três axiomas:
1. Axioma da Identidade: "A é A"
2. Axioma da Não-Contradição: "A não é não-A"
3. Axioma do Terceiro Excluído: "não existe um terceiro termo T que é ao mesmo tempo A e não-A".

### Lógica do Terceiro Termo Incluído
De modo similar, uma lógica não-clássica pode ser baseada nos dois primeiros axiomas da lógica clássica, mas tendo como terceiro axioma, a Lógica do Terceiro Termo Incluído:
1. Axioma da Identidade: A é A;

1. Axioma da Não-Contradição: A não é não-A;
2. Axioma do Terceiro Incluído: existe um terceiro termo T que é ao mesmo tempo A e não-A

Em ambas as lógicas, no primeiro axioma, a Identidade diz que uma coisa “é” o que ela “é”; no segundo axioma, a Não-Contradição diz que o que “é” não pode ser aquilo que “não-é”. No terceiro axioma, contudo, a lógica clássica, partindo do princípio de terceiro excluído, não admite a interação entre estados opostos, enquanto que a lógica do Terceiro Incluído, admite, podendo existir um terceiro estado T que é ao mesmo tempo A e não-A.

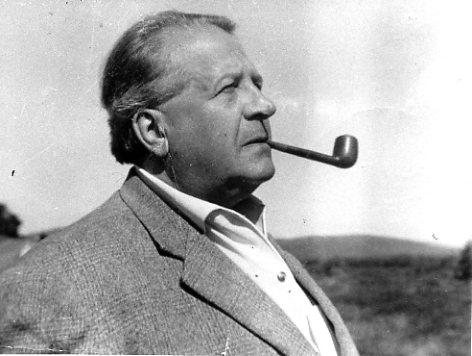
O filósofo romeno Stéphane Lupasco responsável por desenvolver uma lógica não-aristotélica.

A contradição entre a identidade e a não-identidade é observada nas partículas, dentro da Física Quântica. O filósofo Stéphane Lupasco aceita esta contradição como um dado inevitável da experiência no que diz  respeito à suposta identidade das partículas, uma tendência à heterogeneidade em um mundo que parece superficialmente dedicado à lidar com a homogeneidade.
Ao desenvolver o seu formalismo axiomático, Lupasco a postula a existência de um terceiro tipo de dinâmica, antagônica, que coexiste com a dinâmica da heterogeneidade (a qual matéria viva), e com a da homogeneidade (a qual governa a matéria física macroscópica). Esse novo mecanismo dinâmico demanda a existência de um estado de equilíbrio rigoroso, exato, entre os polos de uma contradição, em uma semi-atualização e semi-potencialização estritamente iguais. Esse estado, chamado por Lupasco de estado T (“T” sendo a inicial do “terceiro incluído”), caracteriza o mundo microscópico, o mundo das partículas, ou seja, o objeto de estudo da Quântica. Portanto, o princípio de superposição quântica e de dualidade, por exemplo, pode ser melhor compreendido por meio de uma lógica não-clássica. Na Mecânica Quântica, um terceiro estado T é incluído. Devido ao próprio Princípio de Incerteza postulado por Werner Heisenberg, a combinação entre os estados de “existência” e “não-existência” é um estado físico admitido. 

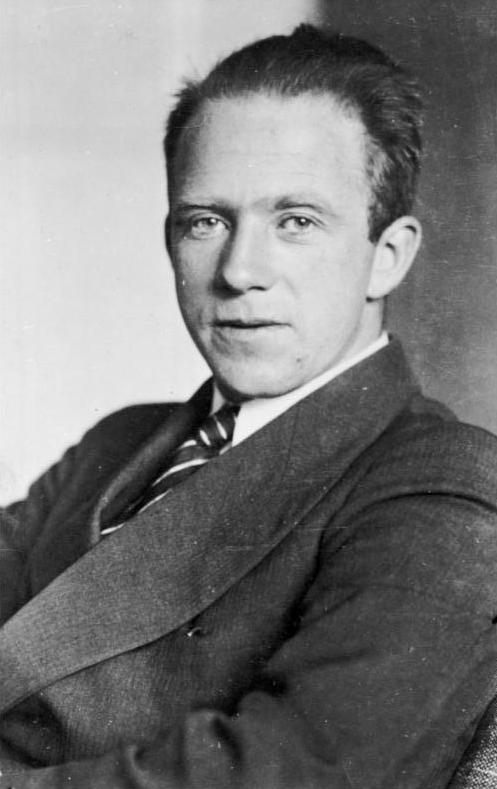
Werner Heisenberg, físico responsável por construir as bases da Física Quântica.

Por outro lado, na lógica clássica, o determinante é o raciocínio não-contraditório, algo que se consolidou na concepção e organização do conhecimento ao longo dos séculos. Sendo assim, o conhecimento ficou “enclausurado” em um único nível de realidade, onde não seria lógico que dois estados contraditórios pudessem existir, pois, até então, nunca de havia observado algo desta natureza. 
O terceiro incluído não significa afirmar o paradoxo da existência de algo e o seu contrário, o que, por anulação recíproca, destruiria toda possibilidade de predição e, portanto, toda possibilidade de abordagem científica do mundo. É necessário reconhecer que, dentro da Física Quântica, por exemplo, existem inúmeras conexões imutáveis e que realizar uma experiência ou interpretar seus resultados gera um "recorte" desta realidade. A entidade real pode, assim, mostrar aspectos contraditórios que são incompreensíveis do ponto de vista de uma lógica clássica fundada sobre o postulado do “ou isso ou aquilo”. Esses aspectos contraditórios deixam de ser absurdos em uma lógica não-clássica fundada sobre o postulado do “e isso e aquilo”, ou antes, “nem isso nem aquilo”. 
Dentro da lógica do terceiro incluído, os opostos não são eliminados, eles coexistem. Desse modo, ela não abole a lógica Aristotélica do "sim" e do "não", uma vez que apenas não se considera a existência de apenas dois termos mas, sim, de três; um terceiro que é o Terceiro Termo Incluído.  
A lógica do Terceiro Termo Incluído permite o cruzamento de diferentes perspectivas, onde um sistema coerente e, ao mesmo tempo, aberto, é construído, permitindo uma melhor compreensão não só de fenômenos científicos, como no caso da Física Quântica, mas, também políticos e sociais.  

## Níveis de Realidade
O axioma do terceiro incluído (onde se admite a existência de um terceiro termo T que é ao mesmo tempo A e não-A) pode ser melhor compreendido por meio da noção de “níveis de Realidade”, que são um conjunto de sistemas invariável à ação de um número de leis gerais.
A lógica do Terceiro Incluído, ao pressupor a existência de diferentes níveis de realidade, permite que a realidade seja concebida como um processo dinâmico, em contínua
interação, que leva a relativização da própria “verdade científica”. Sendo assim, a lógica do Terceiro Incluído torna-se um instrumento que sempre considera as “verdades” como provisórias e dinâmicas.
Ao estabelecer que o primeiro pilar da metodologia transdisciplinar é a existência de diferentes níveis de realidade e, correspondentemente, diferentes níveis de percepção, Nicolescu descreve que a mudança de um nível para outro depende das leis, lógicas e conceitos próprios de cada nível, isto é, cada nível é regido por lei, lógicas e conceitos diferentes.
Na Mecânica Quântica, por exemplo, as entidades quânticas estão submetidas às leis quânticas, as quais são complexas de serem aplicadas ao mundo macroscópico. Desse modo, observa-se que existe uma “ruptura” entre o universo Clássico e o Quântico, ou seja, estes dois “Níveis de Realidade” são diferentes, havendo uma ruptura das leis e dos conceitos fundamentais (como, por exemplo, o da causalidade). E equações e princípios da Mecânica Clássica estão restritos  

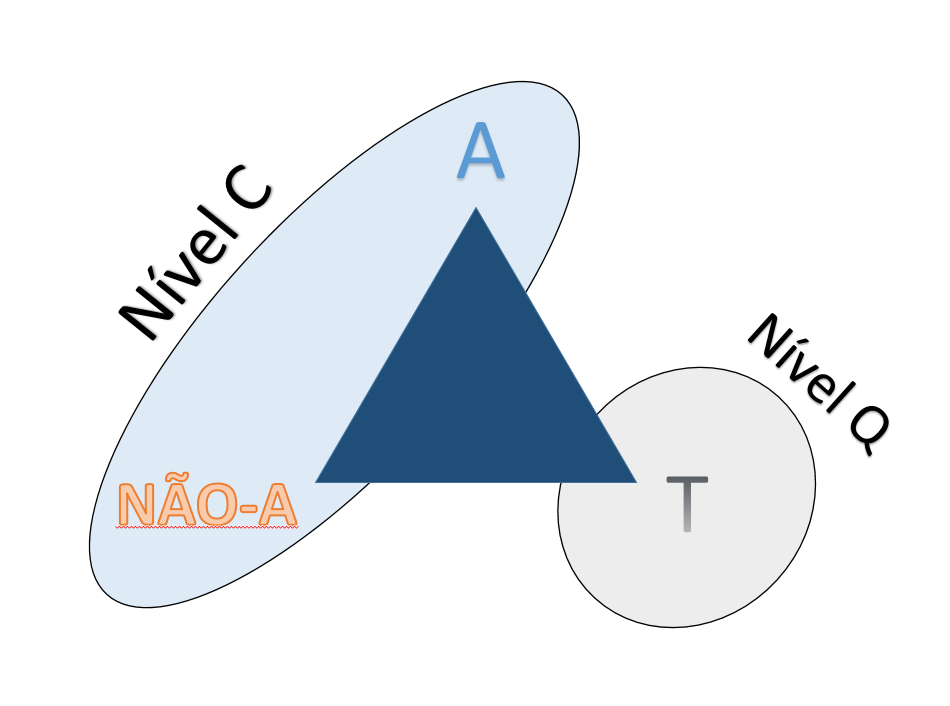
Representação dos três termos (A, não-A e T) da lógica do terceiro incluído por um triângulo, mostrando os diferentes níveis de realidade C (clássico) e Q (quântico)

ao mundo clássico. Para que seja possível compreender o universo quântico, são necessários conceitos e uma mecânica mais adequada. Não existe, contudo, um formalismo matemático que permita a passagem rigorosa de um universo para o outro. As teorias de Decoerência Quântica tratam da coexistência do universo Clássico com o Quântico, não descrevendo rigorosamente, entretanto, como se dá a passagem de um para o outro. 
É possível representar os três termos da Lógica do Terceiro Incluído (A, não-A e T) e seus dinamismos associados por meio de um triângulo no qual um dos vértices se situa, por exemplo, em um nível de Realidade Quântico e os outros dois vértices em um outro nível de Realidade Clássico. Se somente o nível de Realidade Clássico for tomado como “verdade”, toda a manifestação de dualidade aparecerá como uma “luta” entre dois elementos contraditórios, como, por exemplo, uma onda A e uma partícula não-A, não podendo existir uma onda-partícula, ou seja, um estado A e não-A. O terceiro dinamismo, o do estado T, é exercido no nível de Realidade Quântico, no qual uma Onda-Partícula é admissível. Neste nível, aquilo que parecia Classicamente contraditório (onda e partícula) está, de fato, formando uma unidade no nível do quantum, ou seja, e o que aparece como contraditório é percebido como não-contraditório.